# .հայ
.հայ (Punycode: .xn--y9a3aq; Հայաստան) — национальный домен верхнего уровня для Армении. Введён в эксплуатацию 20 ноября 2014 года. Предназначен для размещения ресурсов на армянском языке, а также стимуляции использования армянской клавиатуры, изучения языка и широкого внедрения армянских шрифтов в современных устройствах.